# Javicia Leslie

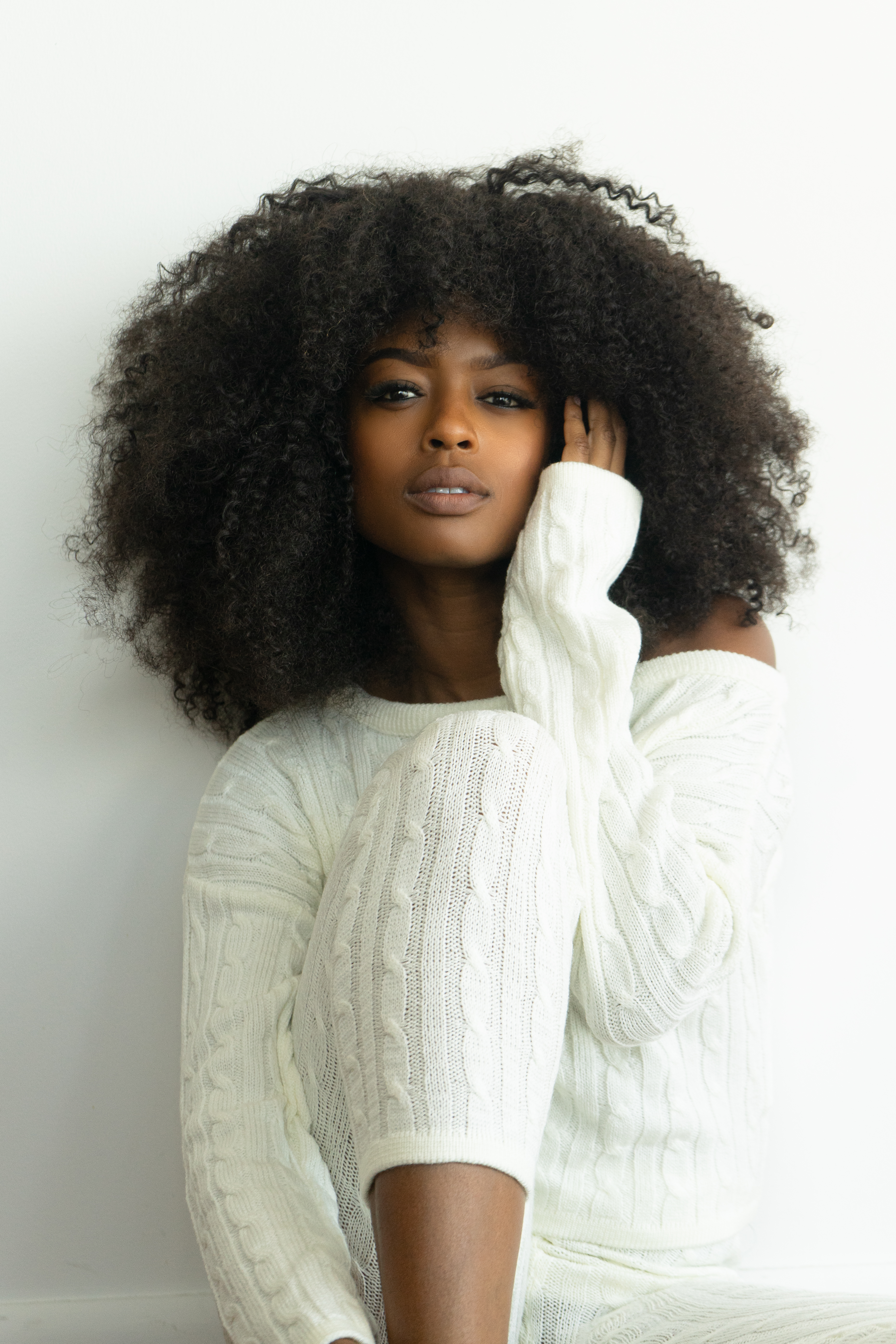

Javicia Leslie (* 30. Mai 1987 in Augsburg, Deutschland) ist eine US-amerikanische Schauspielerin.

## Leben
Javicia Leslie wurde im bayerischen Augsburg in eine Militärfamilie geboren. Im Kindesalter zog sie mit ihrer Familie in den US-Bundesstaat Maryland, wo sie in Upper Marlboro im Prince George’s County aufwuchs. Nach der High School absolvierte sie das College der Hampton University. Dort stand sie in den Theaterproduktionen Seven Guitars, For Colored Girls und Chicago auf der Bühne.
Von 2015 bis 2017 hatte sie in der Serie Chef Julian eine durchgehende Rolle als „Mo“ Monisha. 2016 hatte sie im Fernsehfilm Killer Coach von Lee Friedlander eine Hauptrolle, in dem sie die Rolle der Samantha Morgan verkörperte. In der CBS-Serie MacGyver war sie 2017/18 in zwei Folgen als Jesse Colton zu sehen. In der auf der Vorlage von Carl Weber basierenden Serie The Family Business von Black Entertainment Television (BET) hatte sie 2018/19 eine weitere Hauptrolle als Paris Duncan, der jüngsten Tochter der Duncan Familie. In der romantischen Komödie Always a Bridesmaid von Trey Haley verkörperte sie 2019 die Rolle der Corina James. Von 2018 bis 2020 spielte sie in der CBS-Fernsehserie God Friended Me die Rolle der Ali Finer, in der deutschsprachigen Fassung wurde sie von Giovanna Winterfeldt synchronisiert.
Im Juli 2020 wurde bekannt, dass sie in der 2. Staffel der Serie Batwoman die Hauptrolle übernehmen und damit Ruby Rose nachfolgen soll. Anfang 2021 wurde eine dritte Staffel mit Javicia Leslie in der Hauptrolle der Ryan Wilder bestätigt.

## Filmografie (Auswahl)
- 2010: MuSicktuation (Kurzfilm)
- 2016: Killer Coach (Fernsehfilm)
- 2016: Hello Cupid Reboot (Fernsehserie, zehn Folgen)
- 2016: Prototype (Fernsehfilm)
- 2017: Neva~eh (Kurzfilm)
- 2017: Broke & Sexy (Fernsehserie, eine Folge)
- 2017: Kat (Fernsehserie, eine Folge)
- 2015–2017: Chef Julian (Fernsehserie, 22 Folgen)
- 2017–2018: MacGyver (Fernsehserie, zwei Folgen)
- 2018: Pas Honteux (Kurzfilm)
- 2018–2024: The Family Business (Fernsehserie, 32 Folgen)
- 2019: Stuck (Kurzfilm)
- 2019: First Day Back (Kurzfilm)
- 2019: Always a Bridesmaid
- 2018–2020: God Friended Me (Fernsehserie, 42 Folgen)
- 2020: Roped
- 2021–2022: Batwoman (Fernsehserie, 31 Folgen)
- 2021, 2023: The Flash (Fernsehserie)
- 2022: We Are Gathered Here Today
- 2022: Weihnachtsgeschenke von Tiffany (Something from Tiffany’s)
- 2023: Double Life
- 2023: The Christmas Detective (Fernsehfilm)
- seit 2024: High Potential (Fernsehserie)